# Dichterschule
Dichterschule ist eine  Bezeichnung für verschiedene Formen von Autorengruppen.

## Unterrichtende Dichterschulen
Seit der griechischen Antike sind Unterrichtsformen bekannt, in denen Lehrer Schülern Kenntnisse der Poetik und des Schreibens vermittelten. Im Mittelalter gab es den Meistersang, in dem junge Sänger und Dichter in die Künste des literarischen Gesanges von Meistern eingeführt wurden.
In der Neuzeit gab es einige literarische Gruppen, die sich um einen anerkannten Lehrer versammelten, so um  Emanuel Geibel im 19. Jahrhundert und um Stefan George im frühen 20. Jahrhundert.

## Gleichberechtigte Dichterkreise
Einige Gruppen von Schriftstellern seit dem 18. Jahrhundert bezeichneten sich als Dichterschulen. In diesen waren die Mitglieder in der Regel aber meist gleichberechtigt, so zum Beispiel die Breslauer Dichterschule, die Schwäbische Dichterschule um 1805 und die Sächsische Dichterschule in den 1960er Jahren.

## Dichter nach äußeren Kriterien
In der Literaturwissenschaft bis in das frühe 20. Jahrhundert wurde der Begriff Dichterschule auch als Bezeichnung für mehrere Dichter gewählt, die in der gleichen Zeit und im gleichen Gebiet auf eine ähnliche Weise Texte verfassten, sich aber nie als strukturelle Gruppe trafen, so zum Beispiel die sogenannten Schlesischen Dichterschulen des 17. Jahrhunderts. 